# Amlach
Amlach je obec v Rakousku ve spolkové zemi Tyrolsko v okrese Lienz.
Žije zde 365 obyvatel (1. 1. 2011).